# Karnawal
Karnawal là một thị xã và là một nagar panchayat của quận Meerut thuộc bang Uttar Pradesh, Ấn Độ.

## Nhân khẩu
Theo điều tra dân số năm 2001 của Ấn Độ, Karnawal có dân số 12.618 người. Phái nam chiếm 54% tổng số dân và phái nữ chiếm 46%. Karnawal có tỷ lệ 57% biết đọc biết viết, thấp hơn tỷ lệ trung bình toàn quốc là 59,5%: tỷ lệ cho phái nam là 73%, và tỷ lệ cho phái nữ là 37%. Tại Karnawal, 18% dân số nhỏ hơn 6 tuổi.